# دومین اجلاس بریک
دومین اجلاس بریک (انگلیسی: 2nd BRIC summit) در ۱۶ آوریل ۲۰۱۰ در برازیلیا، برزیل برگزار شد. این دومین نشست بریک پس از یکاترینبورگ در سال ۲۰۰۹ بود که با حضور رهبران کشورهای عضو گروه بریک برگزار شد.

## شرکت‌کنندگان
| کشورهای عضو بریک دولت و رهبر میزبان در جدول برجسته نشان داده شده‌اند. |       |                             |           |
| کشور                                                                 | کشور  | نماینده                     | عنوان     |
| برزیل                                                                | برزیل | لوئیس ایناسیو لولا دا سیلوا | رئیس‌جمهور |
| روسیه                                                                | روسیه | دمیتری مدودف                | رئیس‌جمهور |
| هند                                                                  | هند   | مانموهان سینگ               | نخست‌وزیر  |
| چین                                                                  | چین   | هو جینتائو                  | رئیس‌جمهور |

میهمانان

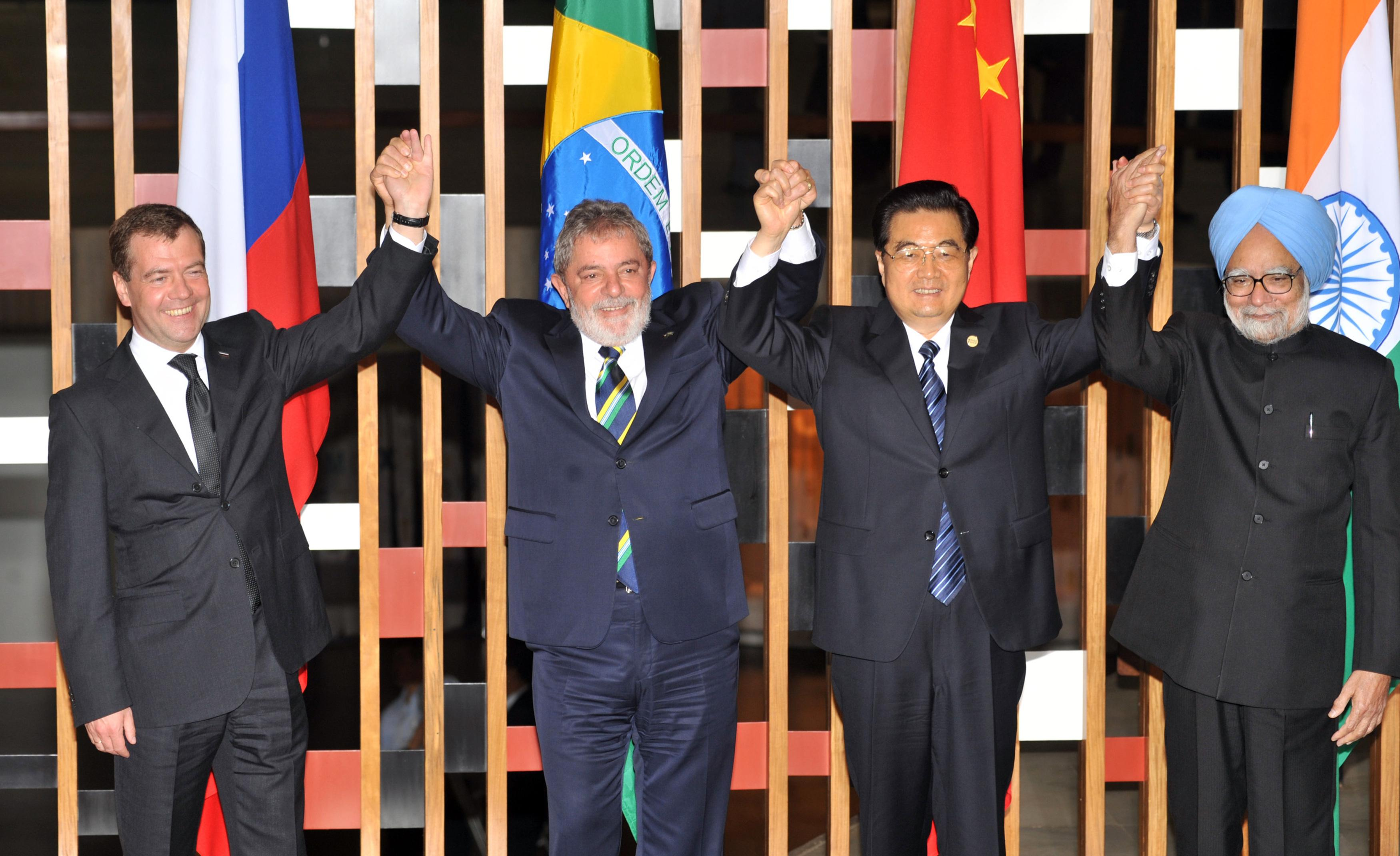
عکس دسته‌جمعی رهبران کشورهای عضو بریک

- آفریقای جنوبی: جاکوب زوما، رئیس‌جمهور آفریقای جنوبی
- تشکیلات خودگردان فلسطین: ریاض المالکی، وزیر امور خارجه تشکیلات خودگردان فلسطین

## موضوعات
رهبران کشورهای عضو بریک در این اجلاس پیرامون مسائل مختلف جاری از جمله برنامه هسته‌ای ایران، توسعه بین‌الملل، پیشبرد اهداف بریک به عنوان یک نهاد بین‌المللی، وضعیت اقتصاد جهان و اصلاح نهادهای مالی جهانی گفتگو کردند.

### ایران
یک روز پیش از این نشست برزیل نسبت به برنامه هسته‌ای ایران ابراز نگرانی کرد. سلسو آموریم، وزیر امور خارجه برزیل گفت: " تصور ما این است که اثربخشی تحریم‌ها قابل بحث است." وی افزود که رئیس جمهور لولا همین موضوع را با سینگ، نخست وزیر هند مطرح کرده است.

### توسعه
رئیس‌جمهور چین، تمایل چین به شراکت مثبت در پیشبرد توسعه جهانی را اعلام کرد و گفت: " مقیاس و پیچیدگی چالش‌هایی که ما در مسیر توسعه با آنها مواجه هستیم، در هیچ جای دیگری از جهان نظیر ندارد و به ندرت در تاریخ بشر دیده شده است. باید تا مدت‌ها تلاش کنیم. مردم چین در تاریخ مدرن رنج زیادی کشیدند و بنابراین ما برای صلح، ثبات، هماهنگی و آزادی بیش از هر چیز دیگری ارزش قائل هستیم. چین پررونق و رو به رشد که وقف صلح و هم کاری است، مایل و قادر است کمک‌های جدید و حتی بیشتری به بشریت در پیگیری صلح و توسعه کند."

## گالری تصاویر

### رهبران کشورهای عضو بریک

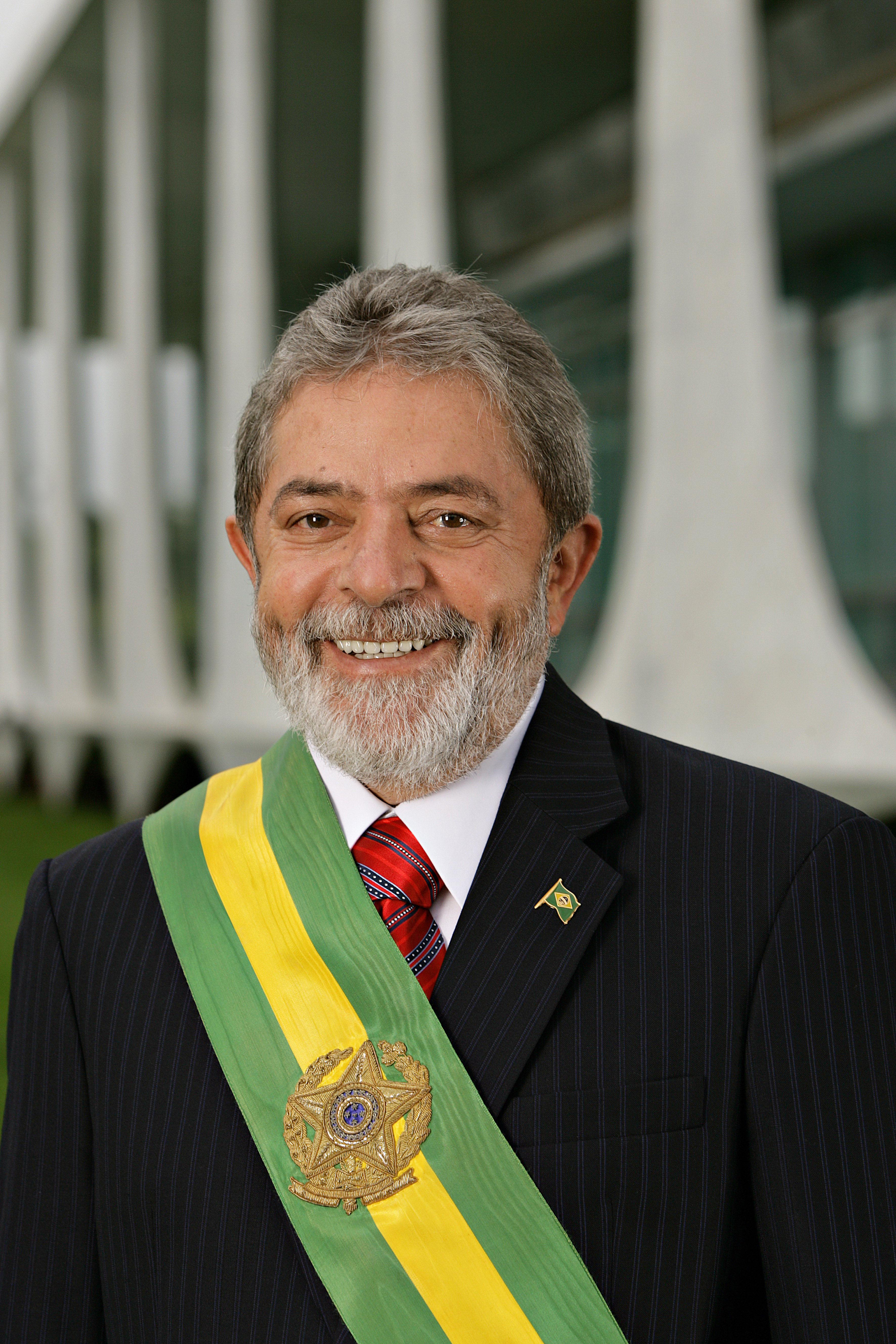
برزیل لوئیس ایناسیو لولا دا سیلوا، رئیس‌جمهور برزیل (میزبان)
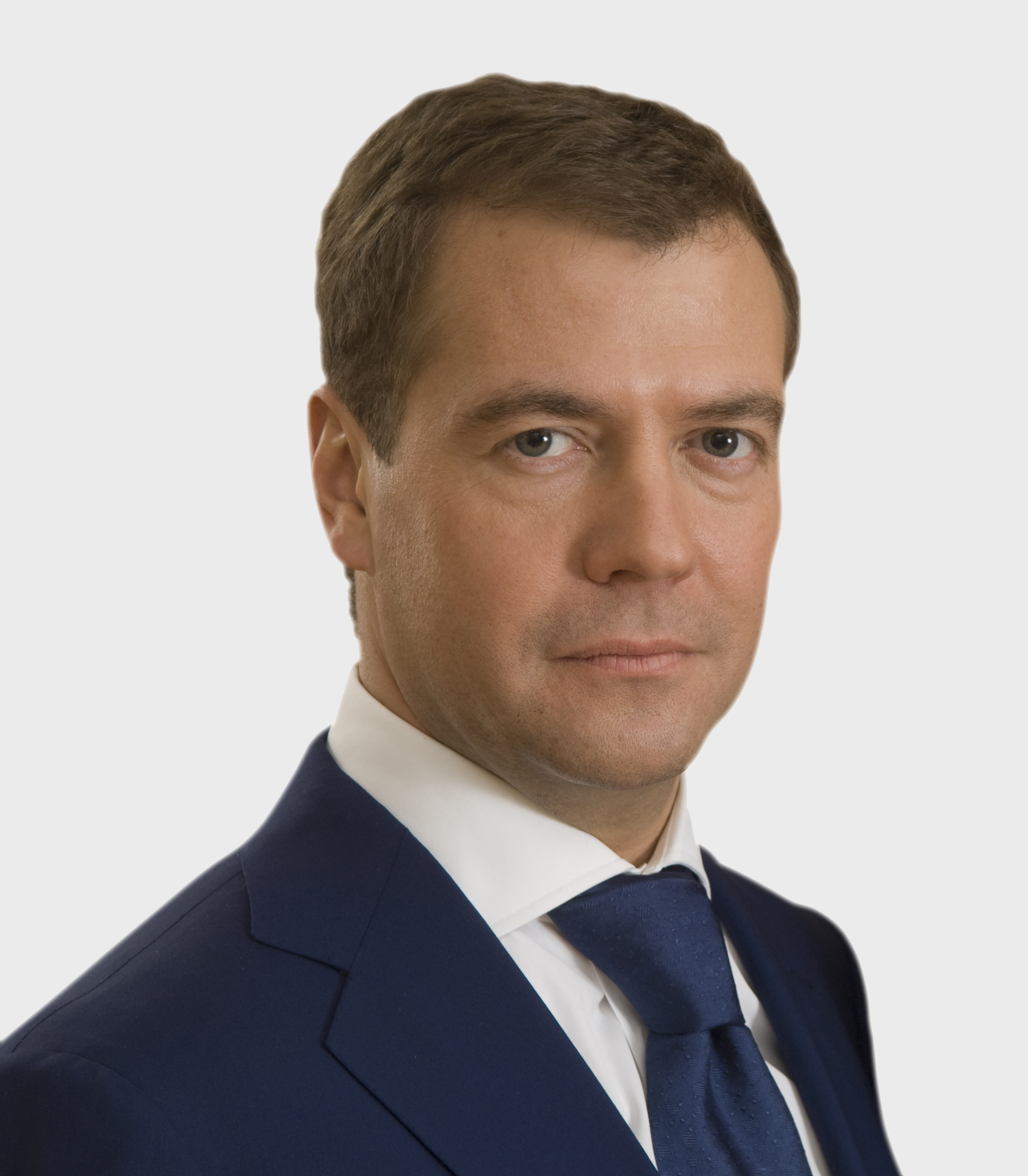
روسیه دیمیتری مدودف، رئیس‌جمهور روسیه (میزبان)
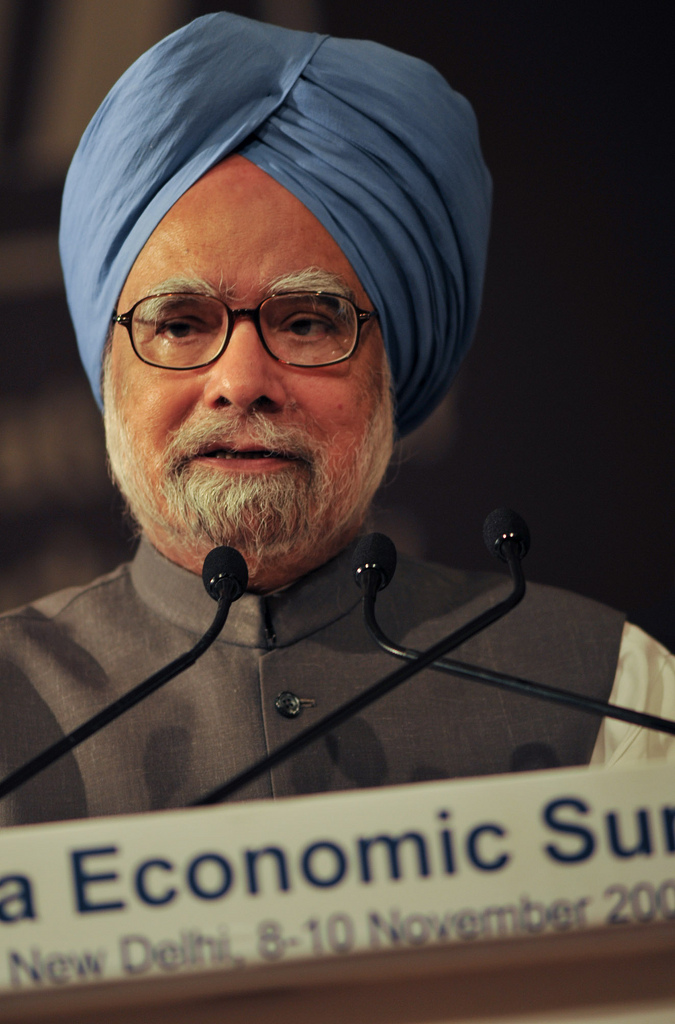
هند مانموهان سینگ، نخست‌وزیر هند
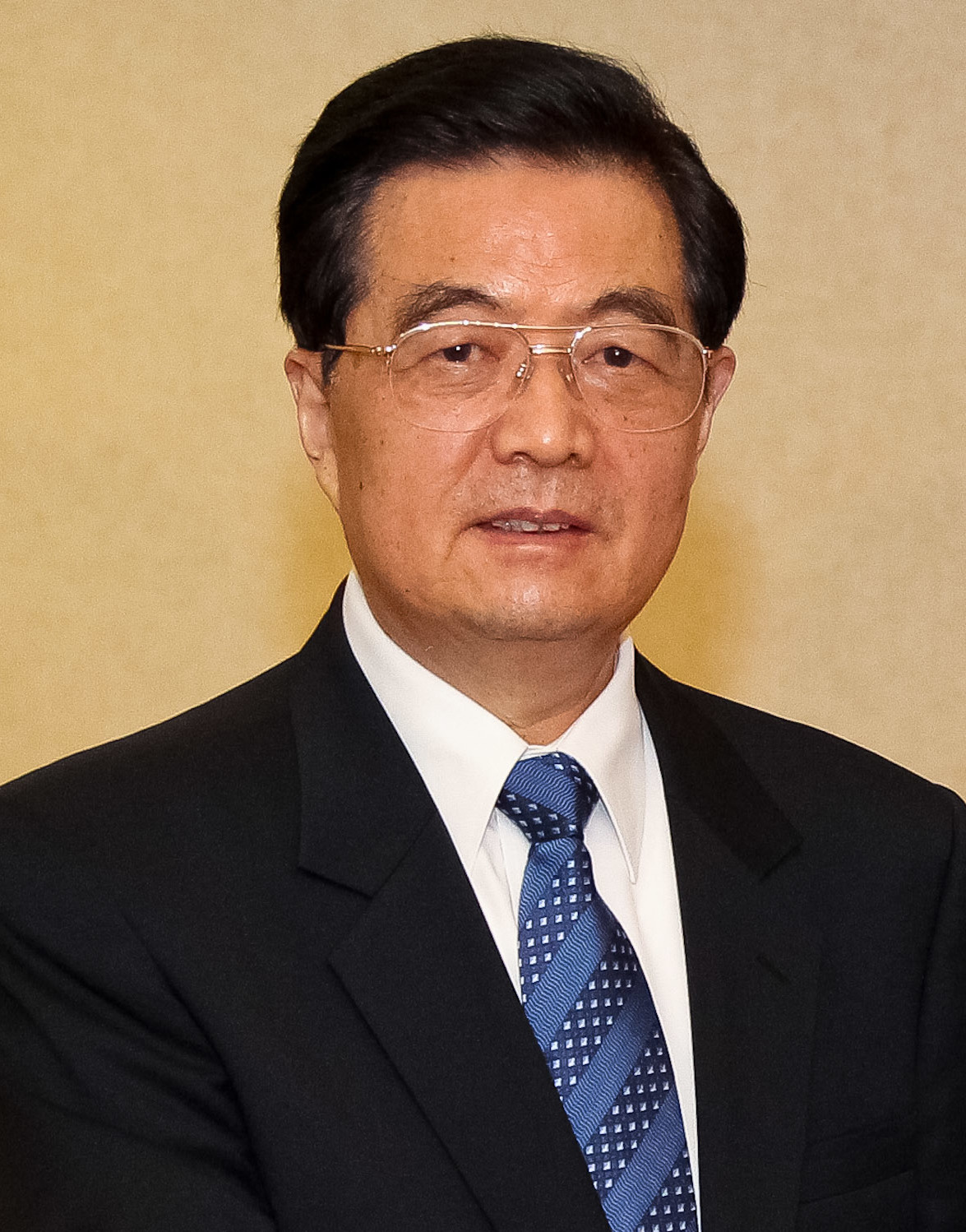
چین هو جینتائو، رئیس جمهور چین

### میهمانان

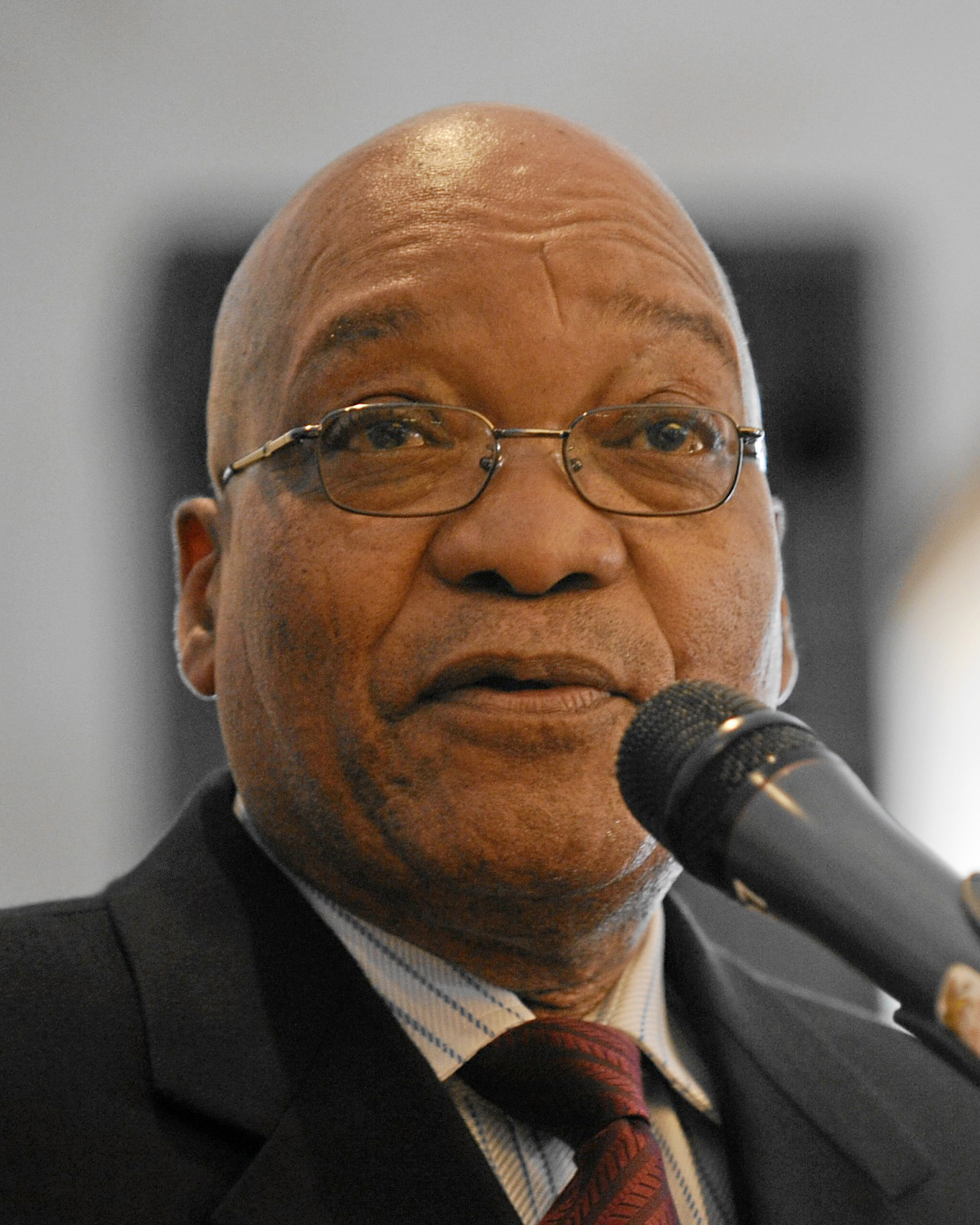
آفریقای جنوبی جاکوب زوما، رئیس‌جمهور آفریقای جنوبی
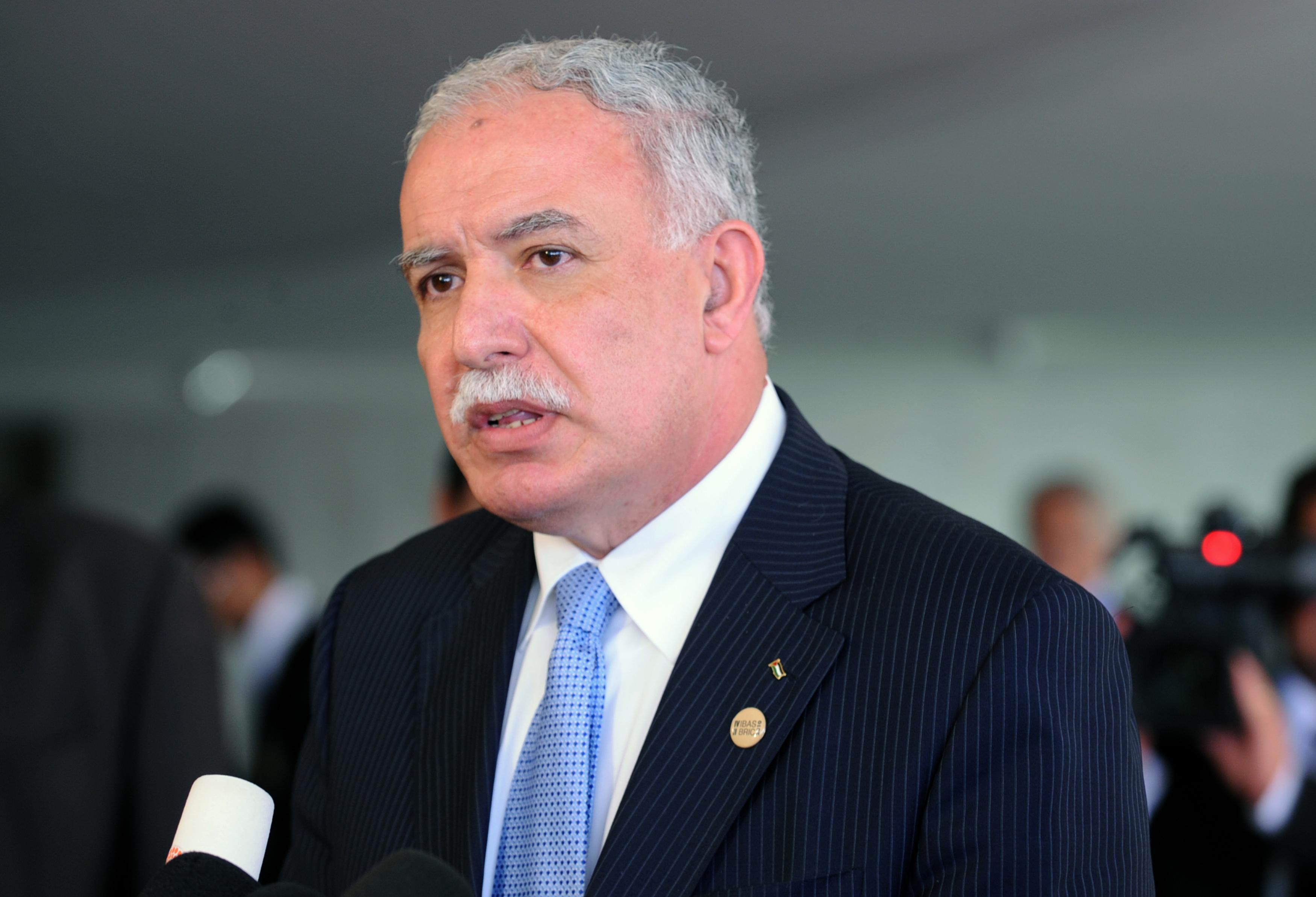
تشکیلات خودگردان فلسطین ریاض المالکی، وزیر امور خارجه تشکیلات خودگردان فلسطین